# بازافروختگی (فیلم)
«بازافروختگی» (انگلیسی: Backdraft) یک فیلم اکشن و دلهره‌آور آمریکایی محصول سال ۱۹۹۱ به کارگردانی ران هاوارد و نویسندگی گرگوری وایدن است. در این فیلم کرت راسل، ویلیام بالدوین، اسکات گلن، جنیفر جیسن لی، ربکا د مورنی، دونالد ساترلند، رابرت دنیرو، جیسون گدریک و جی.تی. والش به ایفای نقش می‌پردازند و آتش نشانان شیکاگو را در رد پای یک آتش‌افروز سریالی دنبال می‌کنند. فیلمبرداری در شیکاگو در ۲۳ ژوئیه ۱۹۹۰ آغاز شد و در ۸ دسامبر ۱۹۹۰ به پایان رسید. قبل از شروع فیلمبرداری، بازیگران اصلی با آتش نشانان واقعی شیکاگو تماس گرفتند. همه بازیگران اصلی نیز به آکادمی آتش‌نشانی شیکاگو رفتند تا یاد بگیرند که چگونه مانند آتش نشانان در فیلم رفتار کنند.
این فیلم در ۲۴ می ۱۹۹۱ اکران شد و نقدهای مثبت منتقدان را دریافت کرد و ۱۵۲٫۴ میلیون دلار در سرتاسر جهان فروخت. این فیلم سه نامزدی اسکار را دریافت کرد - بهترین صداگذاری، بهترین تدوین صدا و بهترین جلوه‌های بصری - اما همه این‌ها را به نابودگر ۲: روز داوری باخت. این فیلم همچنین الهام بخش جلوه‌های ویژه در استودیو یونیورسال هالیوود بود که در سال ۱۹۹۲ افتتاح شد و در سال ۲۰۱۰ بسته شد. دنباله این فیلم بازافروختگی ۲ در سال ۲۰۱۹ منتشر شد.

## بازخوردها
- این فیلم در ایالات متحده ۷۷٫۸۶۸٫۵۸۵ دلار (رتبه چهاردهم در باکس آفیس برای سال ۱۹۹۱) و ۷۴٫۵۰۰٫۰۰۰ دلار در سایر بازارها فروش کرد.[۳][۴]
- ستایش به جلوه‌های ویژه و اجراها اختصاص داشت، در حالی که انتقادات زیادی برای داستان محفوظ بود.[۵][۶][۷][۸]
- این فیلم بر اساس ۵۹ نقد در سایت راتن تومیتوز دارای امتیاز ۷۵٪ با میانگین امتیاز ۶٫۲ از ۱۰ است.[۹]
- تماشاگران در نظرسنجی سینماسکور به فیلم نمره متوسط "A" را در مقیاس A + تا F دادند.[۱۰]

## بازیگران
- کرت راسل
- ویلیام بالدوین
- اسکات گلن
- جنیفر جیسن لی
- ربکا د مورنی
- دونالد ساترلند
- رابرت دنیرو
- جی تی والش